# Comitatul Sibiu
Comitatul Sibiu, cunoscut și ca Varmeghia Sibiului (în maghiară Szeben vármegye, în germană Komitat Hermannstadt, în latină Comitatus Cibinensis), a fost o unitate administrativă a Regatului Ungariei, care a funcționat în perioada 1876-1920. Capitala comitatului a fost orașul Sibiu (în germană Hermannstadt, în maghiară Nagyszeben).

## Geografie
Comitatul Sibiu se învecina la vest cu Comitatul Hunedoara (Hunyad), la nord-vest cu Comitatul Alba de Jos (Alsó-Fehér), la nord-est cu Comitatul Târnava Mare (Nagy-Küküllő) și la est cu Comitatul Făgăraș (Fogaras). În partea de sud, acest comitat forma granița între Regatul Ungariei și Regatul României. Râul Olt curgea prin acest comitat. Munții Carpați formau limita sudică a comitatului. Suprafața comitatului în 1910 era de 3.619 km², incluzând suprafețele de apă.

## Istorie
Comitatul Sibiu a fost înființat în 1876, când structura administrativă a Transilvaniei a fost schimbată. În 1918, urmată fiind de confirmarea Tratatului de la Trianon din 1920, comitatul, alături de întreaga Transilvanie istorică, a devenit parte a României.
După Unirea Transilvaniei cu România, teritoriul acestui comitat a fost inclus în județul Sibiu. Cea mai mare parte a comitatului Sibiu este cuprinsă în prezent în județul Sibiu, mai puțin fostul district al Sebeșului Săsesc (cu localitățile Câlnic, Gârbova, Lancrăm, Petrifalău, Pianu, Săsciori și Șugag) care face parte în prezent din județul Alba.

## Demografie
În 1910, populația comitatului era de 176.921 locuitori, dintre care: 
- Români -- 113.672 (64,25%)
- Germani -- 49.757 (28,12%)
- Maghiari -- 10.159 (5,74%)

## Subdiviziuni

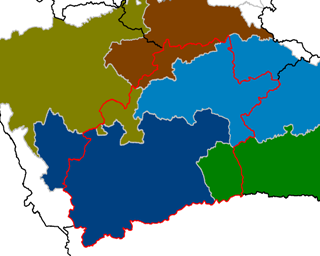
Comitatul Sibiu (albastru închis) față de întinderea actuală a județului Sibiu (conturul roșu)

La începutul secolului 20, subdiviziunile comitatului Sibiu erau următoarele:
| Districte (járás)                          | Districte (járás)                 |
| District                                   | Capitală                          |
| ------------------------------------------ | --------------------------------- |
| Nagydisznód                                | Nagydisznód --- Cisnădie          |
| Nagyszeben                                 | Nagyszeben --- Sibiu              |
| Szászsebes                                 | Szászsebes --- Sebeș              |
| Szelistye                                  | Szelistye --- Săliște             |
| Szerdahely                                 | Szerdahely --- Miercurea Sibiului |
| Újegyház                                   | Újegyház --- Nocrich              |
| Districte urbane (rendezett tanácsú város) |                                   |
| Nagyszeben --- Sibiu                       |                                   |
| Szászsebes --- Sebeș                       |                                   |